# Армянский патриархат Константинополя
Константинопольский патриархат Армянской апостольской церкви (арм. Պատրիարքութիւն Հայոց Կոստանդնուպոլսոյ, тур. İstanbul Ermeni Patrikhanesi) — автономный патриархат Армянской Апостольской церкви. Канонически подчиняется Верховному Патриарху ААЦ и Католикосу всех армян. Основан в 1461 году, через восемь лет после овладения города султаном Османской империи Мехмедом Вторым Завоевателем.
В ведении армянского Патриарха Константинополя, который имеет духовный сан архиепископа, состоят все приходы ААЦ в Турции и на острове Крит. Патриарх Константинопольский исполняет и светские обязанности, например такие, как представление интересов армянской общины перед властями Турции.
Резиденция предстоятеля располагается в квартале Кумкапы исторического центра Стамбула. Прямо напротив резиденции Патриарха стоит церковь Пресвятой Богородицы, имеющая статус кафедрального собора.

## Галерея

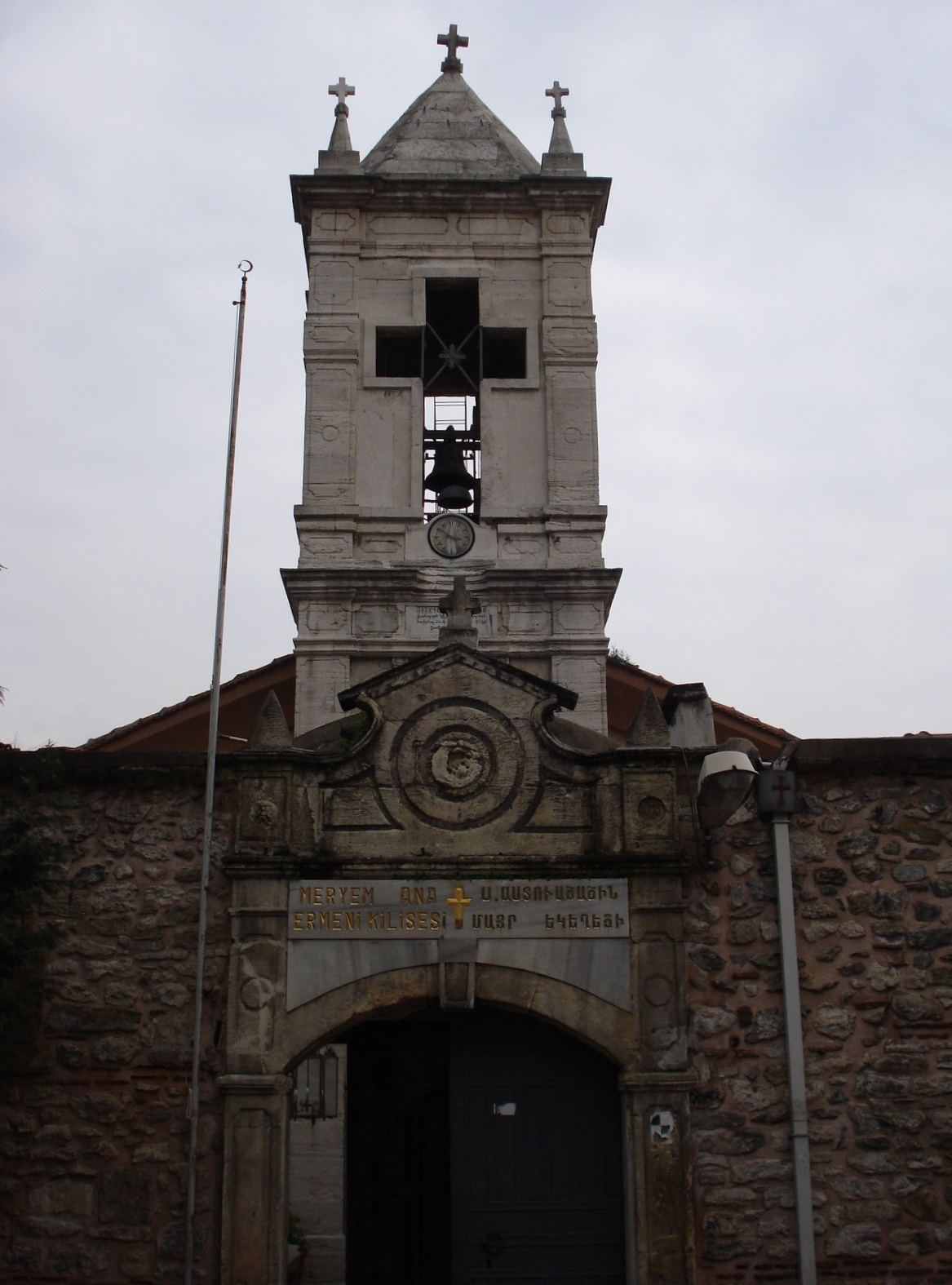
Кафедральный Собор Пресвятой Богородицы (Стамбул)
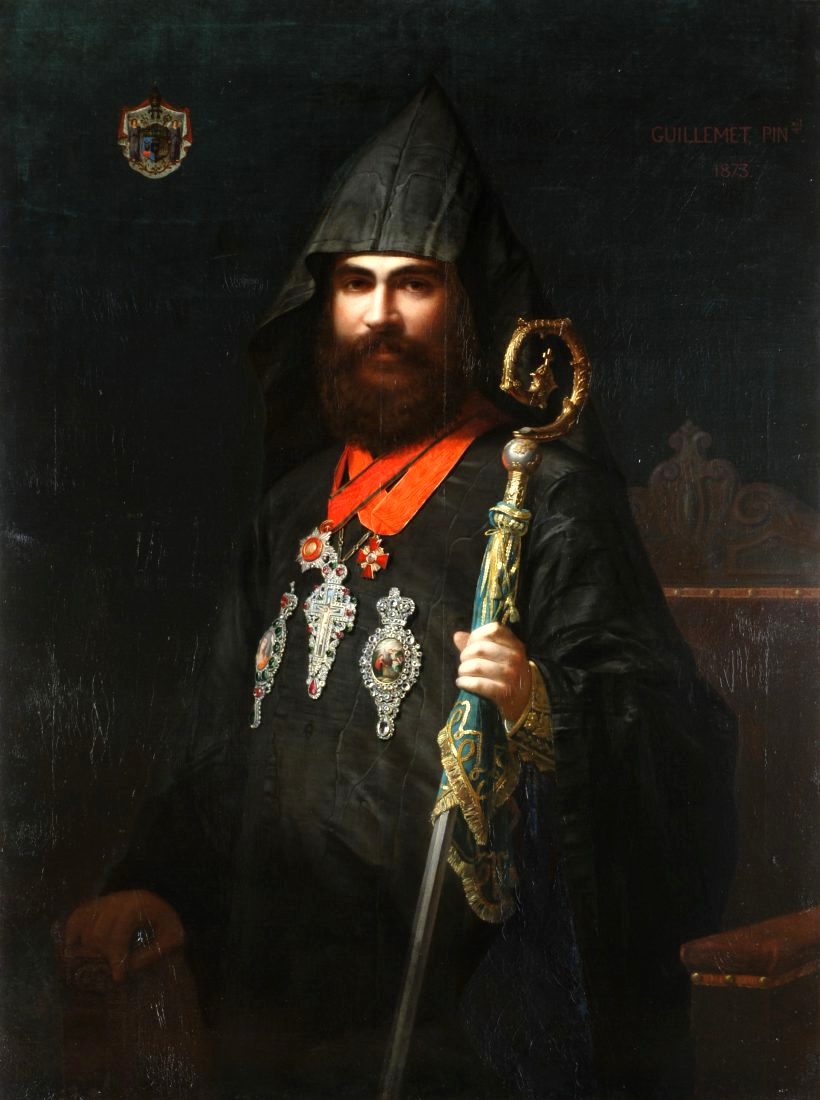
Пьер-Дезире Гийме. Портрет Нерсеса II Варжапетяна, армянского патриарха Константинополя (1874)

1. ↑  https://islamansiklopedisi.org.tr/istanbul-ermeni-patrikhanesi